# 그리운 어머니
《그리운 어머니》는 1970년대에 활동한 가족 그룹사운드 작은별 가족이 발표한 곡이다. MBC 텔레비전 프로그램 《우정의 무대》의 삽입곡으로 널리 알려져 있다. 작사는 강문수, 작곡은 강인구, 노래는 강인엽이 불렀다.

## 개요
원래 작은별 가족의 멤버 강인엽의 솔로곡으로, 1991년 작은별 가족의 아버지 강문수가 감독, 주연, 극본, 제작을 하여 개봉한 〈어허-어이 어이가리〉의 O.S.T로 처음 발표되었다. 작사는 강문수, 작곡 및 편곡은 영화의 음악감독 강인구가 맡았으며, 노래는 강인엽이 불렀다.
이 곡은 한때 군에서 불렸던 구전 노래 《원통 블루스》가 원곡이고, 이 곡을 채보했다는 이야기도 있었다. 이는 이 노래의 1절과 《원통 블루스》의 3절 가사가 똑같아서 퍼진 소문이었다. 그러나 발표 당시 앨범에는 강인구 채보. 편곡이라고 기록되어 있었다. 훗날 이상용이 진행한 우정의 무대의 테마송으로 사용되었다.

## 같이 보기
- 작은별 가족
- 우정의 무대